# 博格达汗

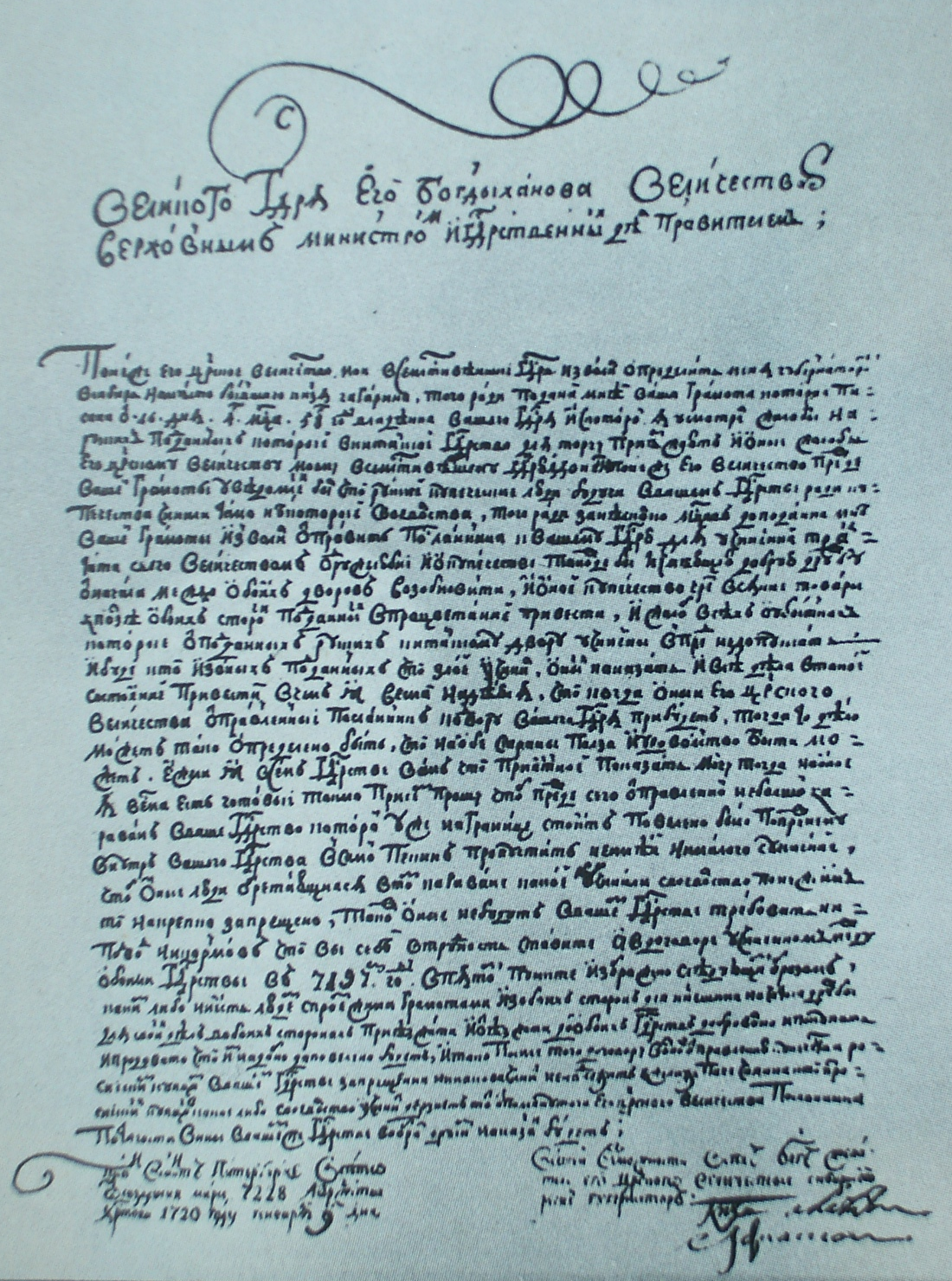
1720年俄国西伯利亚总督写给清朝"首席大臣"的信，其中用"伟大君主博格达汗陛下"（Великого Государя Его Богдыханова Величества）称呼康熙帝

博格达汗，通常用来指代清朝皇帝。在蒙古语中意思是“伟大的可汗”、“神圣的可汗”，其中“博格达”意为“天神”或“神圣”。清太宗皇太极时将其“天聪汗”汗号译为蒙古语“Boγda（天赐） Sečen（聪慧） Qaγan”，音译即“博格达彻辰汗”。清朝入山海关前，皇太极还在致蒙古、西藏上层人物的书信中自称“博格达汗”。此后历代清朝皇帝的蒙古文尊号均为“Boγda Qaγan”（博格达汗），故蒙古人常以此称呼清朝皇帝。
与此同时，俄罗斯沙皇国在与清朝正式打交道前与蒙古人交往较多，所以在一段时间内亦根据蒙古人的称呼以“博格达汗”来称呼清朝皇帝，如《尼布楚条约》的俄文版中将清朝皇帝称为“中国博格达汗君主”（俄语：китайского бугдыханова высочества）。对此，担任中方拉丁文翻译的耶稣会传教士徐日升在记述《尼布楚条约》谈判过程时在“博格达汗”后作了一个长注：“博格达汗一词乃西鞑靼人（指蒙古人）所用，意为神圣的；令我惊异的是俄人不懂此词含意，却用来作为中国皇帝的称号...”。直到19世纪下半叶，俄国人基本上完全改用“中国皇帝”来称呼清朝皇帝。
1911年辛亥革命爆发后，第八世哲布尊丹巴呼圖克圖宣布外蒙古独立并以此为尊号，一般译为“博克多汗”，表明其意图承袭清朝对蒙古诸部的统治。